# Jean-Charles Cornay
San Jean-Charles Cornay MEP, (* Loudun, 27 de febrero de 1809 – † Son Tay, 20 de septiembre de 1837) fue un misionero francés, mártir en Vietnam.

## Biografía
Nació en Loudun, Vienne, Francia, fue el tercer hijo de Jean-Baptiste Cornay y de Françoise Mayaud; tuvo un hermano, Eugène (1817/93), y tres hermanas: Élisabeth (1804-71), Olympe (1806-1888), y Louise (1821-1890). Sus padres los criaron como buenos católicos. Jean-Charles fue bautizado el 3 de marzo de 1809 en la iglesia de Saint-Pierre-du-Marché en Loudun. Sus padrinos fueron Henri Mayaud y Thérèse Cornay, su tía.
Cornay estudió en la escuela de Saint-Louis, en Saumur, luego, en el seminario menor de los jesuitas en Montmorillon, tras lo cual estudió en el seminario mayor de Poitiers. Era conocido como un estudiante normal, humilde y con una disposición apacible.
Perteneció a la Sociedad de las Misiones Extranjeras de París y, fue destinado en 1831 a la misión de Sichuan (Se-tchoan). Dejando París el 22 de agosto de 1831, se embarcó en Burdeos el 17 de septiembre siguiente e intentó ir a Sichuan vía Tonkín; pero los mensajeros que habían sido enviados para actuar como guías murieron en Hanói. Entonces, mientras esperaba la oportunidad de volver a la carretera, se quedó en el oeste de Tonkín. En enero de 1836, el vicario apostólico de Se-tchoan le escribió que era imposible enviarle nuevos guías y le dio a elegir entre quedarse en Tonkín o regresar a Macao. Prefería quedarse en Tonkín.
Durante las persecuciones del emperador Minh Mạng, fue martirizado y ejecutado en Ha Tay, Tonkín, ahora Vietnam. Fue condenado a lang-tri, es decir, a que le cortaran todas las articulaciones de los miembros y luego le cortaran la cabeza. El emperador Minh Mạng ratificó la sentencia. Mientras lo conducían a la muerte, el confesor de la fe católica cantaba y oraba. En contra de la sentencia, primero fue decapitado y luego le cortaron los miembros. El verdugo le arrancó el hígado, tomó un trozo y se lo comió, un horrible testimonio que los vietnamitas dieron a quienes consideran héroes.
Fue beatificado el 27 de mayo de 1900 por el papa León XIII y canonizado el 19 de junio de 1988 por el Papa Juan Pablo II. El ejemplo de Cornay motivó la vocación de Teófano Vénard, que estuvo entre los canonizados el mismo día que Cornay.